# Ouratea aquatica
Ouratea aquatica là một loài thực vật có hoa trong họ Ochnaceae. Loài này được (Kunth) Engl. mô tả khoa học đầu tiên năm 1876.